# Baldassarre Franzoni
Baldassarre Franzoni (* um 1575 in Cevio; † vor 1642 in Locarno) war ein Schweizer Dolmetscher und Gesandter des Maggiatals zu den dreizehn eidgenössichen Orten.

## Leben
Baldassarre Franzoni war Sohn des Giovanni, Hauptmann in toskanischen Diensten (erwähnt von 1552 bis 1575). Er heiratete Apollonia geborene Franzoni. Von 1600 bis 1619 war er Dolmetscher in der Landvogtei von Vallemaggia. Im Jahr 1605 wurde er von der Gesellschaft der Borghesi von Locarno zusammen mit Carlo Marcacci ausgewählt, um die Beilegung eines Streits mit Vira (Gambarogno) auszuhandeln. Er war mehrmals Abgeordneter des Vallemaggia bei den XIII eidgenössischen Kantonen.